# Voices from the FIFA World Cup
Voices from the FIFA World Cup é um álbum que contém canções de vários artistas, lançado em 2006 como álbum oficial da Copa do Mundo FIFA de 2006.

## Alinhamento de faixas
Disco 1
1. "The Time of Our Lives" - Il Divo and Toni Braxton
2. "Hips Don't Lie" (Bamboo) (2006 Fifa World Cup Mix) - Shakira com Wyclef Jean
3. "Your Song" - Elton John
4. "Thank You" - Dido
5. "Woman in Love" - Barbra Streisand
6. "Because Of You" - Kelly Clarkson
7. "Truly Madly Deeply" - Savage Garden
8. "Why" - Annie Lennox
9. "Just the Way You Are" - Billy Joel
10. "Hero" - Mariah Carey
11. "Reach" - Gloria Estefan

Disco 2
1. "Free Your Mind - En Vogue
2. "By Your Side" - Sade
3. "I Believe In You" - Il Divo e Celine Dion
4. "Bridge Over Troubled Water" - Simon & Garfunkel
5. "Un-Break My Heart" - Toni Braxton
6. "Ev'ry Time We Say Goodbye" - Rod Stewart
7. "Bad Day" - Daniel Powter
8. "Wind Beneath My Wings - Bette Midler
9. "One Moment in Time" - Whitney Houston
10. "Always on My Mind" - Elvis Presley
11. "Celebrate The Day (Zeit, Dass Sich Was Dreht) Fifa World Cup 2006 Anthem" - Herbert Grönemeyer e Amadou et Mariam

## Desempenho

### Posições
| Tabela musical por país (2006) | Melhor posição |
| ------------------------------ | -------------- |
| Alemanha                       | 1              |
| Países Baixos                  | 8              |
| Noruega                        | 16             |
| Áustria                        | 24             |